# Monika Pieper

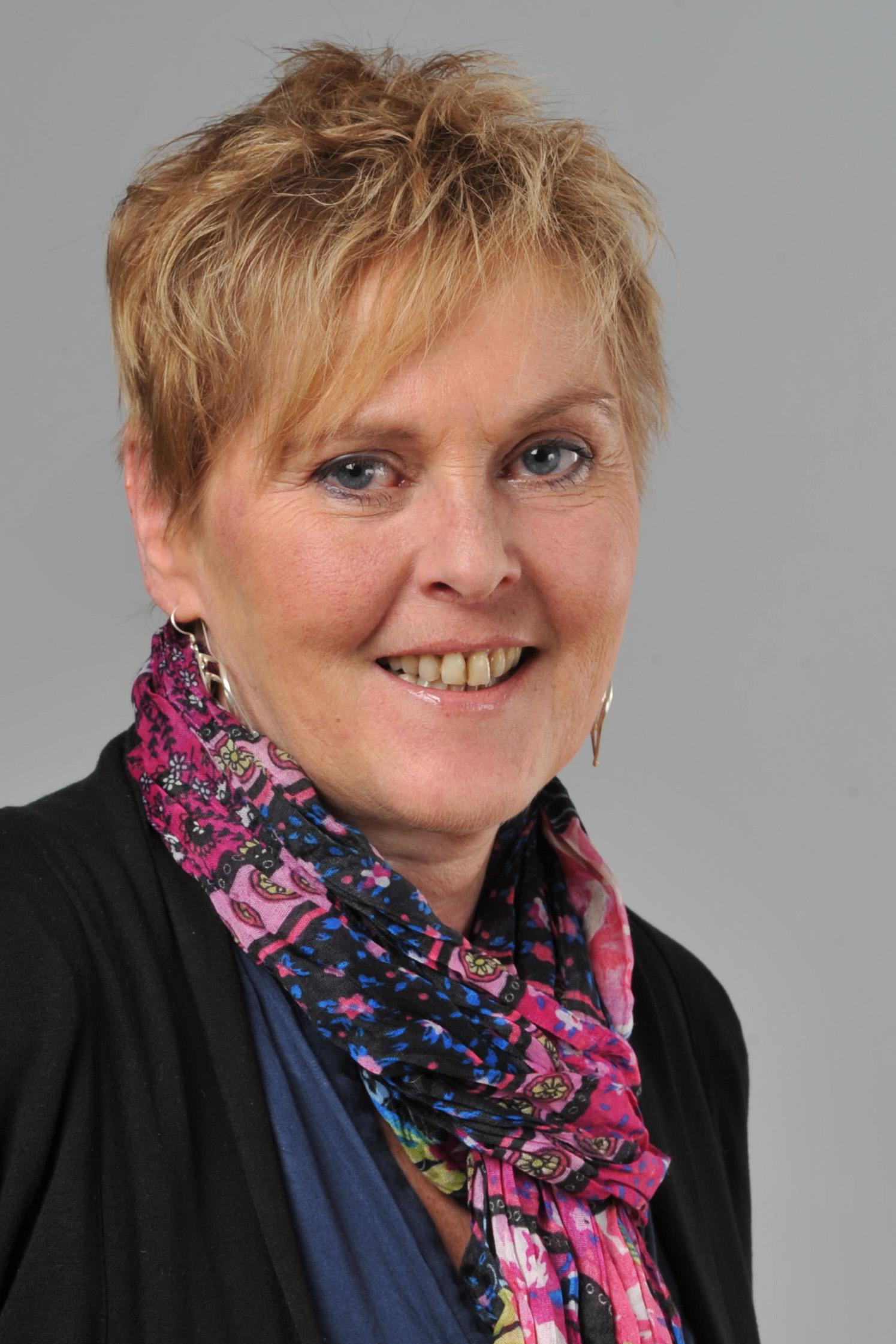
Monika Pieper (2013)

Monika Knipschild-Pieper (* 27. August 1963 in Bochum-Ehrenfeld) ist eine deutsche Politikerin der Piratenpartei.

## Leben und politischer Werdegang
1983 machte sie am Gymnasium am Ostring ihr Abitur. Danach studierte sie in Dortmund Sonderpädagogik. 1991 machte sie ihr Zweites Staatsexamen.
Im Januar 2010 trat sie der Piratenpartei bei. Von der Gründung des Kreisverbandes Bochum am 18. November 2010 bis zum 30. Januar 2013 war sie dessen Erste Vorsitzende. Am 13. Mai 2012 wurde Monika Pieper auf Platz 8 der Landesliste der Piratenpartei Nordrhein-Westfalen bei der Landtagswahl in Nordrhein-Westfalen 2012 als Abgeordnete in den Landtag von Nordrhein-Westfalen gewählt. Sie war Parlamentarische Geschäftsführerin ihrer Fraktion. Mit dem Scheitern der Piraten an der Fünf-Prozent-Hürde bei der Landtagswahl 2017 schied Pieper aus dem Landtag aus.